# Paral·lel 2° nord
El paral·lel 2° nord és una línia de latitud que es troba a 2 graus nord de la línia equatorial terrestre. Travessa l'oceà Atlàntic, Àfrica, l'oceà Índic, Àsia sud-oriental, l'oceà Pacífic, i Amèrica del Sud.

## Geografia
En el sistema geodèsic WGS84, al nivell de 2° de latitud nord, un grau de longitud equival a 111,303 km; la longitud total del paral·lel és de 40.051 km, que és aproximadament 99,9% de la de l'equador. Es troba a una distància de 222 km de l'equador i a 9.780 km del pol Nord.

## Arreu del món
Començant al meridià de Greenwich i dirigint-se cap a l'est, el paral·lel 2º passa per:
| Coordenades                             | País, territori o mar     | Notes                                                                        |
| --------------------------------------- | ------------------------- | ---------------------------------------------------------------------------- |
| 2° 0′ N, 0° 0′ E / 2.000°N,0.000°E      | Oceà Atlàntic             | Golf de Guinea                                                               |
| 2° 0′ N, 9° 47′ E / 2.000°N,9.783°E     | Guinea Equatorial         |                                                                              |
| 2° 0′ N, 11° 20′ E / 2.000°N,11.333°E   | Gabon                     |                                                                              |
| 2° 0′ N, 13° 14′ E / 2.000°N,13.233°E   | Rep. del Congo            |                                                                              |
| 2° 0′ N, 15° 2′ E / 2.000°N,15.033°E    | Camerun                   | Per uns 9 km                                                                 |
| 2° 0′ N, 15° 7′ E / 2.000°N,15.117°E    | Rep. del Congo            | Per uns 17 km                                                                |
| 2° 0′ N, 15° 16′ E / 2.000°N,15.267°E   | Camerun                   |                                                                              |
| 2° 0′ N, 16° 3′ E / 2.000°N,16.050°E    | Rep. del Congo            |                                                                              |
| 2° 0′ N, 18° 5′ E / 2.000°N,18.083°E    | R.D. del Congo            |                                                                              |
| 2° 0′ N, 31° 3′ E / 2.000°N,31.050°E    | Llac Albert               | La frontera amb Uganda és en el llac a 2° 0′ N, 31° 14′ E / 2.000°N,31.233°E |
| 2° 0′ N, 31° 24′ E / 2.000°N,31.400°E   | Uganda                    |                                                                              |
| 2° 0′ N, 34° 59′ E / 2.000°N,34.983°E   | Kenya                     |                                                                              |
| 2° 0′ N, 41° 0′ E / 2.000°N,41.000°E    | Somàlia                   |                                                                              |
| 2° 0′ N, 45° 17′ E / 2.000°N,45.283°E   | Oceà Índic                | Passa just al sud de Mogadishu, Somàlia                                      |
| 2° 0′ N, 73° 21′ E / 2.000°N,73.350°E   | Maldives                  | Atol·ló Laamu                                                                |
| 2° 0′ N, 73° 33′ E / 2.000°N,73.550°E   | Oceà Índic                | Passa just al sud de les illes Banyak, Indonèsia                             |
| 2° 0′ N, 98° 27′ E / 2.000°N,98.450°E   | Indonèsia                 | Illes de Sumatra i Rupat                                                     |
| 2° 0′ N, 101° 46′ E / 2.000°N,101.767°E | Estret de Malaca          |                                                                              |
| 2° 0′ N, 102° 35′ E / 2.000°N,102.583°E | Malàisia                  | Johor                                                                        |
| 2° 0′ N, 104° 6′ E / 2.000°N,104.100°E  | Mar de la Xina Meridional |                                                                              |
| 2° 0′ N, 109° 35′ E / 2.000°N,109.583°E | Indonèsia                 | Kalimantan, illa de Borneo - Per uns 3 km                                    |
| 2° 0′ N, 109° 37′ E / 2.000°N,109.617°E | Malàisia                  | Sarawak, illa de Borneo - Per uns 3 km                                       |
| 2° 0′ N, 109° 39′ E / 2.000°N,109.650°E | Mar de la Xina Meridional |                                                                              |
| 2° 0′ N, 111° 10′ E / 2.000°N,111.167°E | Malàisia                  | Sarawak, illa de Borneo                                                      |
| 2° 0′ N, 114° 52′ E / 2.000°N,114.867°E | Indonèsia                 | Kalimantan, illa de Borneo                                                   |
| 2° 0′ N, 117° 50′ E / 2.000°N,117.833°E | Mar de Cèlebes            |                                                                              |
| 2° 0′ N, 125° 17′ E / 2.000°N,125.283°E | Mar de les Moluques       | Passa just al sud de l'illa de Biaro, Indonèsia                              |
| 2° 0′ N, 127° 46′ E / 2.000°N,127.767°E | Indonèsia                 | illa de Halmahera                                                            |
| 2° 0′ N, 127° 57′ E / 2.000°N,127.950°E | Oceà Pacífic              |                                                                              |
| 2° 0′ N, 128° 16′ E / 2.000°N,128.267°E | Indonèsia                 | illa de Morotai - Per uns 1 km                                               |
| 2° 0′ N, 128° 17′ E / 2.000°N,128.283°E | Oceà Pacífic              | Passa just al nord de l'atol·ló Abaiang, Kiribati                            |
| 2° 0′ N, 173° 15′ E / 2.000°N,173.250°E | Kiribati                  | Atol·ló Marakei                                                              |
| 2° 0′ N, 173° 18′ E / 2.000°N,173.300°E | Oceà Pacífic              |                                                                              |
| 2° 0′ N, 157° 47′ O / 2.000°N,157.783°O | Kiribati                  | Atol·ló Kiritimati                                                           |
| 2° 0′ N, 157° 40′ O / 2.000°N,157.667°O | Oceà Pacífic              |                                                                              |
| 2° 0′ N, 78° 39′ O / 2.000°N,78.650°O   | Colòmbia                  |                                                                              |
| 2° 0′ N, 68° 13′ O / 2.000°N,68.217°O   | Brasil                    | Amazones - Per uns 3 km                                                      |
| 2° 0′ N, 68° 11′ O / 2.000°N,68.183°O   | Colòmbia                  |                                                                              |
| 2° 0′ N, 67° 39′ O / 2.000°N,67.650°O   | Brasil                    | Amazones                                                                     |
| 2° 0′ N, 67° 18′ O / 2.000°N,67.300°O   | Colòmbia                  |                                                                              |
| 2° 0′ N, 67° 7′ O / 2.000°N,67.117°O    | Veneçuela                 |                                                                              |
| 2° 0′ N, 63° 46′ O / 2.000°N,63.767°O   | Brasil                    | Amazones Roraima                                                             |
| 2° 0′ N, 59° 44′ O / 2.000°N,59.733°O   | Àrea disputada            | Controlat per Guyana, reclamat per Veneçuela                                 |
| 2° 0′ N, 58° 28′ O / 2.000°N,58.467°O   | Guyana                    |                                                                              |
| 2° 0′ N, 57° 55′ O / 2.000°N,57.917°O   | Àrea Disputada            | Controlat per Guyana, reclamat per Surinam                                   |
| 2° 0′ N, 57° 9′ O / 2.000°N,57.150°O    | Brasil                    | Pará - Per uns 8 km                                                          |
| 2° 0′ N, 57° 4′ O / 2.000°N,57.067°O    | Àrea Disputada            | Controlat per Guyana, reclamat per Surinam                                   |
| 2° 0′ N, 56° 38′ O / 2.000°N,56.633°O   | Surinam                   |                                                                              |
| 2° 0′ N, 55° 55′ O / 2.000°N,55.917°O   | Brasil                    | Pará Amapá – continent i l'illa de Maracá                                    |
| 2° 0′ N, 50° 17′ O / 2.000°N,50.283°O   | Oceà Atlàntic             |                                                                              |